# Saint François d'Assise embrassant le Christ crucifié
Saint François d'Assise embrassant le Christ crucifié – en espagnol San Francisco abrazando a Cristo – est un tableau réalisé par le peintre espagnol Bartolomé Esteban Murillo en 1668-1669. De format vertical, cette huile sur toile est une peinture chrétienne qui représente François d'Assise embrassant Jésus-Christ crucifié, qui l'enveloppe de son bras droit. La scène se déroule en présence d'angelots portant un livre ouvert avec une inscription en latin provenant de l'Évangile selon Luc. L'œuvre est conservée au musée des Beaux-Arts de Séville, à Séville, en Andalousie.